# Ladislav Zákršmid
Ladislav Zákršmid [ladislau zákršmit] (28. června 1928 – 19. srpna 1981), uváděný též jako Ladislav Zakršmíd, byl slovenský fotbalový útočník. Je pohřben v Košicích.

## Hráčská kariéra
V československé lize hrál za Lokomotívu Košice, aniž by skóroval.

### Prvoligová bilance
| Ročník         | Zápasy | Góly | Minuty | Klub              |
| -------------- | ------ | ---- | ------ | ----------------- |
| I. liga 1953   | 2      | 0    | –      | Lokomotíva Košice |
| CELKEM I. LIGA | 2      | 0    | –      |                   |